# Ретатрутид
Ретатрутид, LY-3437943 — экспериментальный препарат для лечения ожирения, агонист трёх рецепторов GLP-1, GIP и GCGR. Разработан американской фармацевтической компанией Eli Lilly and Company.
По состоянию на 2023 год, препарат ожидает одобрения FDA. 

## Фармакологические свойства
Ретатрутид оказывает терапевтический эффект через три механизма: 
- агонист глюкозозависимого инсулинотропного полипептида (GIP);
- агонист глюкагоноподобного пептида-1 (GLP-1);
- агонист глюкагонового рецептора (GCGR).

Как агонист GIP, он усиливает подавление аппетита и предотвращает накопление жира. Как агонист GLP-1, он усиливает высвобождение инсулина из поджелудочной железы, одновременно снижая высвобождение глюкагона, что приводит к повышению уровня сахара в крови. Как агонист GCGR, он снижает высвобождение глюкагона и усиливает секрецию инсулина. Эти механизмы снижают потребление энергии и увеличивают её расход, что в конечном счёте приводит к снижению веса и может способствовать улучшению артериального давления.

## Эффективность и безопасность
Ретатрутид в целом безопасен и хорошо переносится, но у него могут быть некоторые побочные эффекты: головная боль, тошнота, головокружение, трудности со сном, усталость, поражение печени.

### Клинические исследования
2-я фаза клинических испытаний показала, что у взрослых, страдающих ожирением или избыточным весом не связанным с диабетом, достигается снижение среднего веса более чем на 24 %.